# お笑いカラー寄席
『お笑いカラー寄席』（おわらいカラーよせ）は、1966年4月20日から1969年10月1日まで日本テレビ系列局で放送されていた日本テレビ製作の演芸番組である。

## 概要
寄席ブームの最中にスタートした公開寄席番組で、毎回1時間近くにわたって放送。1966年当時はまだごく少数の番組しか導入していなかったカラー放送を行っていた。客席にはゲストを招き、演芸について語ってもらっていた。収録は後楽園ホールで行われていた。

## 放送時間
いずれも日本標準時。
- 水曜 21:30 - 22:26 （1966年4月20日 - 11月9日）
- 水曜 20:00 - 20:56 （1966年11月16日 - 1969年10月1日）：プロ野球ナイター中継（当時は20:00 - 21:26に放送）が行われる週には放送を休止。

## 司会
- 獅子てんや・瀬戸わんや
- 晴乃チック・タック：初回はチック・タックが都合で来られず、師匠の晴乃ピーチク・パーチクが司会を代行した[1]。

## ネット局
※以下の局のうち、放送開始日の1966年4月20日から途中1967年4月5日までは日本テレビ（NTV）と読売テレビ（ytv）のみの放送だったが、その他の局は当時水曜20時枠で放送されていた『若さま侍捕物帖』（全17話）を途中の13話で打ち切り、翌週1967年4月12日より本番組のネットに切り替えて放送を開始した。
全期間（1966年4月20日 - 1969年10月1日）同時ネット（水曜 21：30 - 22：26 → 水曜 20：00 - 20：56）
- 日本テレビ（制作局）
- 読売テレビ[3]

1967年4月12日より放送開始、同時ネット（水曜 20：00 - 20：56）
- 札幌テレビ[4]
- 青森放送[5]
- 秋田放送[5]
- 山形放送[6]
- 福島テレビ[7]
- 北日本放送[8][9]
- 北陸放送[8][9]
- 福井放送[10][9]
- 信越放送[11]
- 山梨放送[12]
- 名古屋放送[8][11]
- 日本海テレビ[13]
- 西日本放送[14]
- 広島テレビ[14]
- 山口放送[15]
- 四国放送[16]
- 南海放送[15]
- 高知放送[15]
- 熊本放送[17]

1969年4月より放送開始、同時ネット（水曜 20：00 - 20：56）
- 福岡放送（1969年4月開局時から）[18]